# إيما كولبيرغ
إيما ناني شارلوت كولبيرغ (مواليد 25 سبتمبر 1991) لاعبة كرة قدم سويدية محترفة، تلعب في مركز الدفاع مع نادي يوفنتوس لكرة القدم للسيدات في الدوري الإيطالي الدرجة الأولى. سبق لها اللعب مع فريق بي كي هاكن السويدي. شاركت لأول مرة مع منتخب السويد لكرة القدم للسيدات في نوفمبر 2019، وفازت بالميدالية الفضية مع المنتخب في منافسات كرة القدم للسيدات في دورة الألعاب الأولمبية الصيفية 2020.

## مسيرتها الكروية
انتقلَت كولبيرغ إلى نادي كوباربيرغس/غوتبورغ لكرة القدم في أكتوبر 2019، بعد موسمٍ ناجحٍ مع نادي كي آي إف أوريبرو دي إف إف، حيثُ شاركت في جميع مباريات الدوري السويدي 22 وانضمت إلى المنتخب الوطني. فازت كولبيرغ في لقب الدوري السويدي 2020 مع كوباربيرغس/غوتبورغ، ومع تغيير اسم النادي إلى بي كيه هاكن، رفعت كأس السويد معهم لموسم 2020-21. 
في يناير 2022، انضمت إلى نادي برايتون آند هوف ألبيون، أحد أندية الدوري الممتاز للسيدات. وقّعت عقدًا لمدة 18 شهرًا في صفقة انتقال مزدوجة مع زميلتها في الفريق جوليا زيغيوتي أولمي. في 9 أغسطس 2023، وبعد 30 مباراة مع برايتون، وقّعت عقدًا جديدًا مع النادي.
في 11 فبراير 2024، شاركت إيما كلاعبة بديلة وسجلت أولى أهدافها مع برايتون، بتسجيلها ثلاثية ضد نادي ولفرهامبتون واندرز في كأس الاتحاد الإنجليزي للسيدات، محققةً فوزًا بنتيجة 4-1، وكانت أهداف الفوز. في 5 يونيو 2024 أعلن برايتون أن إيما كولبيرغ إلى جانب ثلاثة لاعبين آخرين، سيغادرون النادي عند انتهاء عقودهم في يونيو. في 31 يوليو 2024، وقّعت إيما عقدًا لمدة عام واحد مع يوفنتوس.

## مسيرتها الدولية
في 7 نوفمبر 2019، شاركت كولبيرج لأول مرة مع منتخب السويد الأول، في مباراة ودية خسرتها أمام الولايات المتحدة بنتيجة 3-2 في كولومبوس، أوهايو. تم اختيار إيما في تشكيلة السويد منافست كرة القدم للسيدات في الألعاب الأولمبية الصيفية 2020، حيث ظهرت كبديلة في الدقائق الأخير من الشوط الإضافي الثاني في النهائي، بوصول الفريقين إلى ركلات الترجيحية خسر منتخب السويد لكرة القدم للسيدات أمام منتخب كندا لكرة القدم للسيدات بنتيجة 2–3 بعدما أضاعت لاعيات المنتخب السويدي أربع ركلات ترجيحية من ستة ركلات منفذة.

## حياتها الشخصية
إيما كولبيرغ هي ابنة لاعب كرة القدم السويدي ستيفان كولبيرغ وأخت لاعبة كرة القدم سانا كولبيرغ. تعيش كولبيرج مع لاعبة كرة القدم السويدية يوليا سيخيوتي أولمي في علاقة مثلية.

## الإنجازات
كوباربيرغس/غوتنبرج
- دامالسفينسكان: 2020

بي كي هاكن
- كأس السويد للسيدات: 2020–21

منتخب السويد
- الألعاب الأولمبية الصيفية: 2020 (الميدالية الفضية)
- كأس الغارف: 2018